# Groupe C du Championnat du monde masculin de handball 2017
Cet article détaille les matchs du Groupe C de la phase préliminaire du Championnat du monde 2017 de handball organisé en France du 11 au 29 janvier 2016. Tous les matchs se déroulent dans la Kindarena à Rouen.
Les quatre premières équipes sont qualifiées pour les huitièmes de finale tandis que les deux dernières équipes disputent la Coupe du Président pour déterminer le classement des équipes de la 17e à la 24e place.

## Classement final
|   | Équipe          | Pts | J | G | N | P | Bp  | Bc  | Diff | Dép  |
| - | --------------- | --- | - | - | - | - | --- | --- | ---- | ---- |
| 1 | Allemagne       | 10  | 5 | 5 | 0 | 0 | 159 | 107 | 52   | /    |
| 2 | Croatie         | 8   | 5 | 4 | 0 | 1 | 142 | 126 | 16   | /    |
| 3 | Biélorussie     | 4   | 5 | 2 | 0 | 3 | 134 | 145 | -11  | 2 p. |
| 4 | Hongrie         | 4   | 5 | 2 | 0 | 3 | 147 | 138 | 9    | 0 p. |
| 5 | Arabie saoudite | 2   | 5 | 1 | 0 | 4 | 123 | 157 | -34  | 2 p. |
| 6 | Chili           | 2   | 5 | 1 | 0 | 4 | 122 | 160 | -38  | 0 p. |

## Détail des matchs

### Journée 1
| 13 janvier 2017 14h00 | Biélorussie       | 28 - 32   | Chili                   | Kindarena, Rouen Affluence : 2 000 Arbitrage : J. Bonaventura, C. Bonaventura |
| 13 janvier 2017 14h00 | Artsem Karalek 10 | (14 - 14) | Rodrigo Salinas Muñoz 8 | Kindarena, Rouen Affluence : 2 000 Arbitrage : J. Bonaventura, C. Bonaventura |
| 13 janvier 2017 14h00 | ×3 ×7             | Rapport   | ×3 ×4                   | Kindarena, Rouen Affluence : 2 000 Arbitrage : J. Bonaventura, C. Bonaventura |

| 13 janvier 2017 17h45 | Allemagne         | 27 - 23   | Hongrie       | Kindarena, Rouen Affluence : 5 000 Arbitrage : Nachevski, Nikolov |
| 13 janvier 2017 17h45 | Uwe Gensheimer 13 | (16 - 11) | Six joueurs 3 | Kindarena, Rouen Affluence : 5 000 Arbitrage : Nachevski, Nikolov |
| 13 janvier 2017 17h45 | ×2 ×3             | Rapport   | ×3 ×2 ×1      | Kindarena, Rouen Affluence : 5 000 Arbitrage : Nachevski, Nikolov |

| 13 janvier 2017 20h45 | Croatie        | 28 - 23   | Arabie saoudite   | Kindarena, Rouen Affluence : 4 500 Arbitrage : Boualloucha, Khenissi |
| 13 janvier 2017 20h45 | Luka Cindrić 6 | (12 - 11) | Mojtaba Alsalem 5 | Kindarena, Rouen Affluence : 4 500 Arbitrage : Boualloucha, Khenissi |
| 13 janvier 2017 20h45 | ×3             | Rapport   | ×3 ×4             | Kindarena, Rouen Affluence : 4 500 Arbitrage : Boualloucha, Khenissi |

### Journée 2
| 14 janvier 2017 20h45 | Hongrie                          | 28 - 31   | Croatie         | Kindarena, Rouen Affluence : 4 000 Arbitrage : Līcis, Sondors |
| 14 janvier 2017 20h45 | Zsolt Balogh, Gergely Harsányi 6 | (11 - 11) | Manuel Štrlek 6 | Kindarena, Rouen Affluence : 4 000 Arbitrage : Līcis, Sondors |
| 14 janvier 2017 20h45 | ×2 ×3                            | Rapport   | ×2 ×4           | Kindarena, Rouen Affluence : 4 000 Arbitrage : Līcis, Sondors |

| 15 janvier 2017 17h45 | Chili            | 14 - 35  | Allemagne           | Kindarena, Rouen Affluence : 5 000 Arbitrage : Līcis, Sondors |
| 15 janvier 2017 17h45 | Quatre joueurs 2 | (6 - 17) | Jannik Kohlbacher 8 | Kindarena, Rouen Affluence : 5 000 Arbitrage : Līcis, Sondors |
| 15 janvier 2017 17h45 | ×3               | Rapport  | ×3                  | Kindarena, Rouen Affluence : 5 000 Arbitrage : Līcis, Sondors |

| 15 janvier 2017 20h45 | Arabie saoudite   | 26 - 29   | Biélorussie       | Kindarena, Rouen Affluence : 3 000 Arbitrage : Nachevski, Nikolov |
| 15 janvier 2017 20h45 | Mojtaba Alsalem 7 | (13 - 14) | Barys Pukhouski 9 | Kindarena, Rouen Affluence : 3 000 Arbitrage : Nachevski, Nikolov |
| 15 janvier 2017 20h45 | ×3 ×5             | Rapport   | ×3 ×5             | Kindarena, Rouen Affluence : 3 000 Arbitrage : Nachevski, Nikolov |

### Journée 3
| 16 janvier 2017 17h45 | Hongrie       | 34 - 29   | Chili              | Kindarena, Rouen Affluence : 2 000 Arbitrage : Boualloucha, Khenissi |
| 16 janvier 2017 17h45 | Iman Jamali 7 | (17 - 14) | Erwin Feuchtmann 9 | Kindarena, Rouen Affluence : 2 000 Arbitrage : Boualloucha, Khenissi |
| 16 janvier 2017 17h45 | ×4 ×5         | Rapport   | ×3 ×1              | Kindarena, Rouen Affluence : 2 000 Arbitrage : Boualloucha, Khenissi |

| 16 janvier 2017 20h45 | Croatie        | 31 - 25   | Biélorussie      | Kindarena, Rouen Affluence : 3 202 Arbitrage : J. Bonaventura, C. Bonaventura |
| 16 janvier 2017 20h45 | Luka Cindrić 8 | (18 - 15) | Artsem Karalek 7 | Kindarena, Rouen Affluence : 3 202 Arbitrage : J. Bonaventura, C. Bonaventura |
| 16 janvier 2017 20h45 | ×3 ×4 ×1       | Rapport   | ×3 ×5            | Kindarena, Rouen Affluence : 3 202 Arbitrage : J. Bonaventura, C. Bonaventura |

| 17 janvier 2017 17h45 | Allemagne      | 38 - 24   | Arabie saoudite    | Kindarena, Rouen Affluence : 2 980 Arbitrage : Nachevski, Nikolov |
| 17 janvier 2017 17h45 | Steffen Fäth 6 | (21 - 13) | Mohammed Al-Zaer 8 | Kindarena, Rouen Affluence : 2 980 Arbitrage : Nachevski, Nikolov |
| 17 janvier 2017 17h45 | ×3             | Rapport   | ×3 ×2              | Kindarena, Rouen Affluence : 2 980 Arbitrage : Nachevski, Nikolov |

### Journée 4
| 18 janvier 2017 14h00 | Arabie saoudite   | 24 - 37   | Hongrie         | Kindarena, Rouen Affluence : 4 959 Arbitrage : Līcis, Sondors |
| 18 janvier 2017 14h00 | Sadiq Al-Mohsin 7 | (10 - 17) | Gábor Császár 9 | Kindarena, Rouen Affluence : 4 959 Arbitrage : Līcis, Sondors |
| 18 janvier 2017 14h00 | ×2 ×4             | Rapport   | ×2 ×4           | Kindarena, Rouen Affluence : 4 959 Arbitrage : Līcis, Sondors |

| 18 janvier 2017 17h45 | Biélorussie     | 25 - 31   | Allemagne        | Kindarena, Rouen Affluence : 4 524 Arbitrage : Boualloucha, Khenissi |
| 18 janvier 2017 17h45 | Trois joueurs 4 | (16 - 16) | Uwe Gensheimer 8 | Kindarena, Rouen Affluence : 4 524 Arbitrage : Boualloucha, Khenissi |
| 18 janvier 2017 17h45 | ×3              | Rapport   | ×3               | Kindarena, Rouen Affluence : 4 524 Arbitrage : Boualloucha, Khenissi |

| 18 janvier 2017 20h45 | Croatie       | 37 - 22  | Chili                               | Kindarena, Rouen Affluence : 2 785 Arbitrage : J. Bonaventura, C. Bonaventura |
| 18 janvier 2017 20h45 | Lovro Mihić 8 | (17 - 9) | Erwin Feuchtmann, Esteban Salinas 4 | Kindarena, Rouen Affluence : 2 785 Arbitrage : J. Bonaventura, C. Bonaventura |
| 18 janvier 2017 20h45 | ×3            | Rapport  | ×2 ×5                               | Kindarena, Rouen Affluence : 2 785 Arbitrage : J. Bonaventura, C. Bonaventura |

### Journée 5
| 20 janvier 2017 14h00 | Chili                   | 25 - 26   | Arabie saoudite     | Kindarena, Rouen Affluence : 2 366 Arbitrage : Pavićević, Ražnatović |
| 20 janvier 2017 14h00 | Rodrigo Salinas Muñoz 7 | (13 - 13) | Abdullah Al-Abbas 9 | Kindarena, Rouen Affluence : 2 366 Arbitrage : Pavićević, Ražnatović |
| 20 janvier 2017 14h00 | ×3                      | Rapport   | ×3 ×8               | Kindarena, Rouen Affluence : 2 366 Arbitrage : Pavićević, Ražnatović |

| 20 janvier 2017 17h45 | Allemagne         | 28 - 21  | Croatie                         | Kindarena, Rouen Affluence : 5 000 Arbitrage : Līcis, Sondors |
| 20 janvier 2017 17h45 | Patrick Wiencek 6 | (13 - 9) | Luka Stepančić, Manuel Štrlek 5 | Kindarena, Rouen Affluence : 5 000 Arbitrage : Līcis, Sondors |
| 20 janvier 2017 17h45 | ×3                | Rapport  | ×2 ×3                           | Kindarena, Rouen Affluence : 5 000 Arbitrage : Līcis, Sondors |

| 20 janvier 2017 20h45 | Biélorussie                    | 27 - 25   | Hongrie                      | Kindarena, Rouen Affluence : 3 761 Arbitrage : Nachevski, Nikolov |
| 20 janvier 2017 20h45 | Ivan Brouka, Barys Pukhouski 6 | (15 - 13) | Gábor Császár, Ádám Juhász 7 | Kindarena, Rouen Affluence : 3 761 Arbitrage : Nachevski, Nikolov |
| 20 janvier 2017 20h45 | ×3 ×2                          | Rapport   | ×3 ×7                        | Kindarena, Rouen Affluence : 3 761 Arbitrage : Nachevski, Nikolov |